# Bromodomein

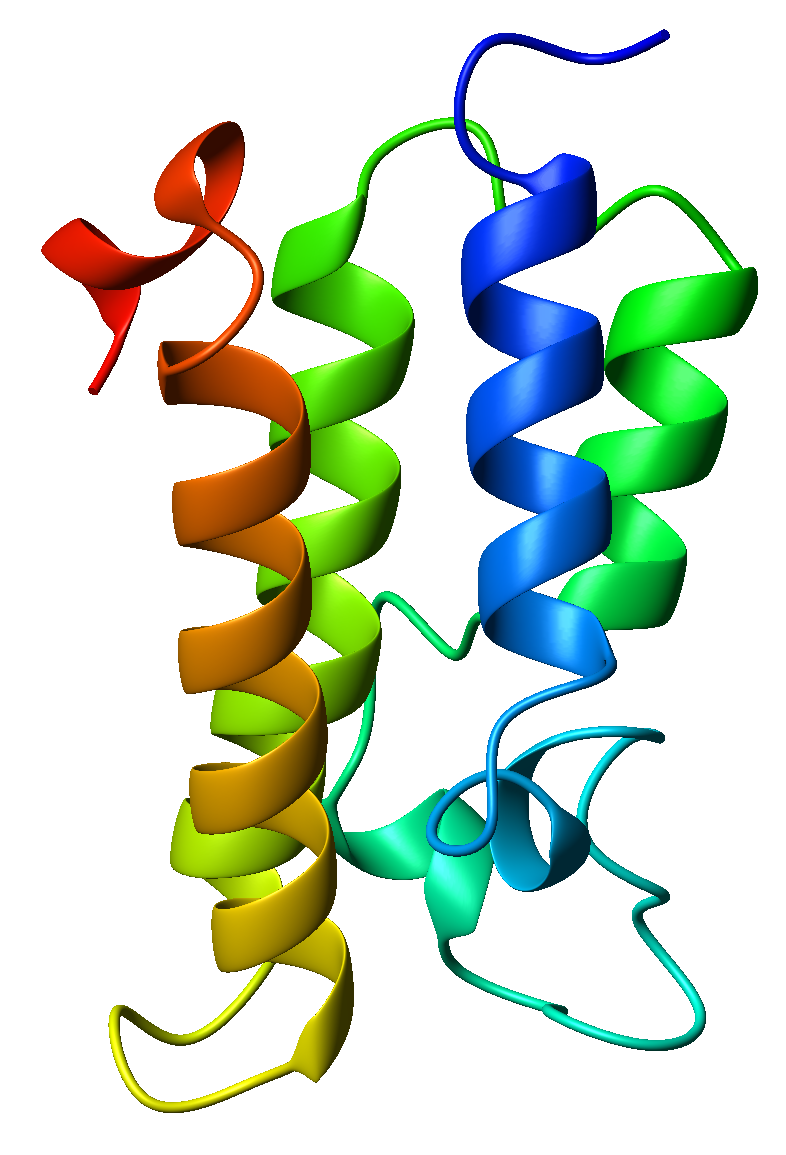
Lintdiagram van het GCN5 bromodomein van Saccharomyces cerevisiae, gekleurd van blauw (N-terminus) naar rood (C-terminus).

Een bromodomein is een eiwitdomein dat geacetyleerd lysine herkent, zoals die aan de N-terminus staarten van histonen. De herkenning is een voorwaarde voor het samengaan van een eiwit-histon en veranderingen van het chromatine. Het domain gaat samen met een geheel-α gevouwen eiwit, een bundel van vier alfa-helices.

## Ontdekking
Het bromodomein werd bij het bestuderen van het brm-gen door John W. Tamkun en collega's geïdentificeerd als een nieuw eiwitmotief met vergelijkbare sequenties met die van genen die betrokken zijn bij het activeren van de transcriptie..